# テイク・ア・バウ (リアーナの曲)
「テイク・ア・バウ」 (Take a Bow) は、バルバドスのポップ歌手リアーナの楽曲。3枚目のスタジオ・アルバム『グッド・ガール・ゴーン・バッド』に収録され、アルバムから5枚目のシングルとして2008年4月にリリースされた。
各国の週間シングルチャートでは、全米Billboard Hot 100や全英シングルチャート、アイルランド、デンマークなどで、1位を記録した。

## チャート
| チャート（2008年）               | 最高順位 |
| -------------------------------- | -------- |
| アメリカ（Billboard Hot 100）    | 1        |
| イギリス（全英シングルチャート） | 1        |